# Iris prismatica
Iris prismatica är en irisväxtart som beskrevs av Frederick Traugott Pursh. Iris prismatica ingår i släktet irisar, och familjen irisväxter. Inga underarter finns listade i Catalogue of Life.

## Bildgalleri

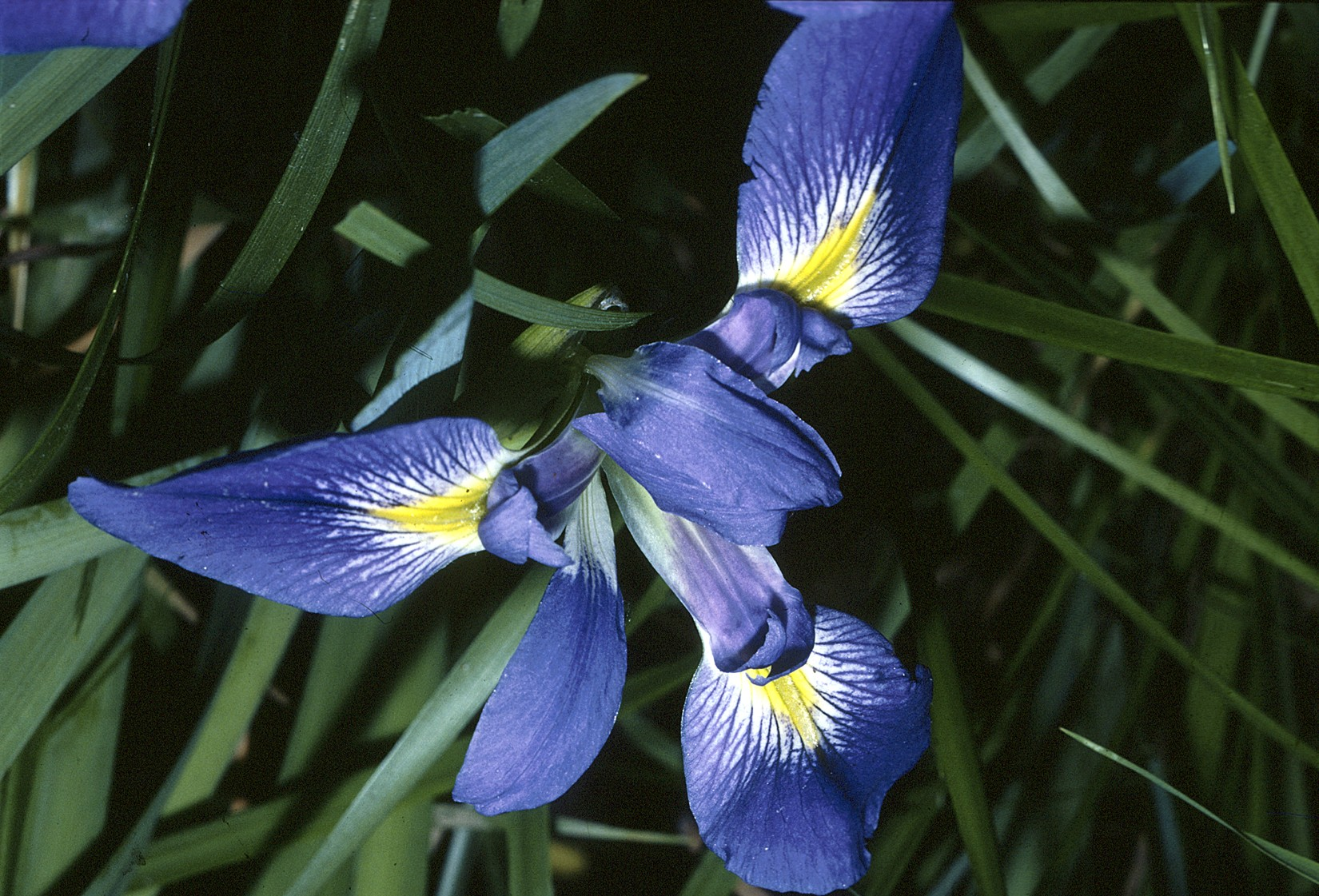